# مشعل السعید
مشعل السعید (عربی: مشعل السعيد؛ زادهٔ ۱۸ ژوئیهٔ ۱۹۸۳) یک ورزشکار اهل عربستان سعودی است.
از باشگاه‌هایی که در آن بازی کرده‌است می‌توان به باشگاه فوتبال الاتحاد، باشگاه فوتبال هجر عربستان سعودی، باشگاه فوتبال الاتفاق عربستان سعودی، باشگاه فوتبال الفتح عربستان سعودی، باشگاه فوتبال الوحده عربستان سعودی، و تیم ملی فوتبال عربستان سعودی اشاره کرد.
وی همچنین در تیم ملی فوتبال Saudi Arabia بازی کرده است.